# Ploudalmézeau
Ploudalmézeau település Franciaországban, Finistère megyében. Lakosainak száma 6440 fő (2022. január 1.). Ploudalmézeau Lampaul-Ploudalmézeau, Landunvez, Plouguin és Plourin községekkel határos.

## Népesség
A település népességének változása:
| Lakosok száma | 4297 | 4771 | 4874 | 5831 | 6288 | 6431 | 6297 | 6312 | 6333 | 6440 |
|               | 1968 | 1982 | 1990 | 2006 | 2011 | 2016 | 2017 | 2019 | 2020 | 2022 |